# Tadeusz Prus-Więckowski

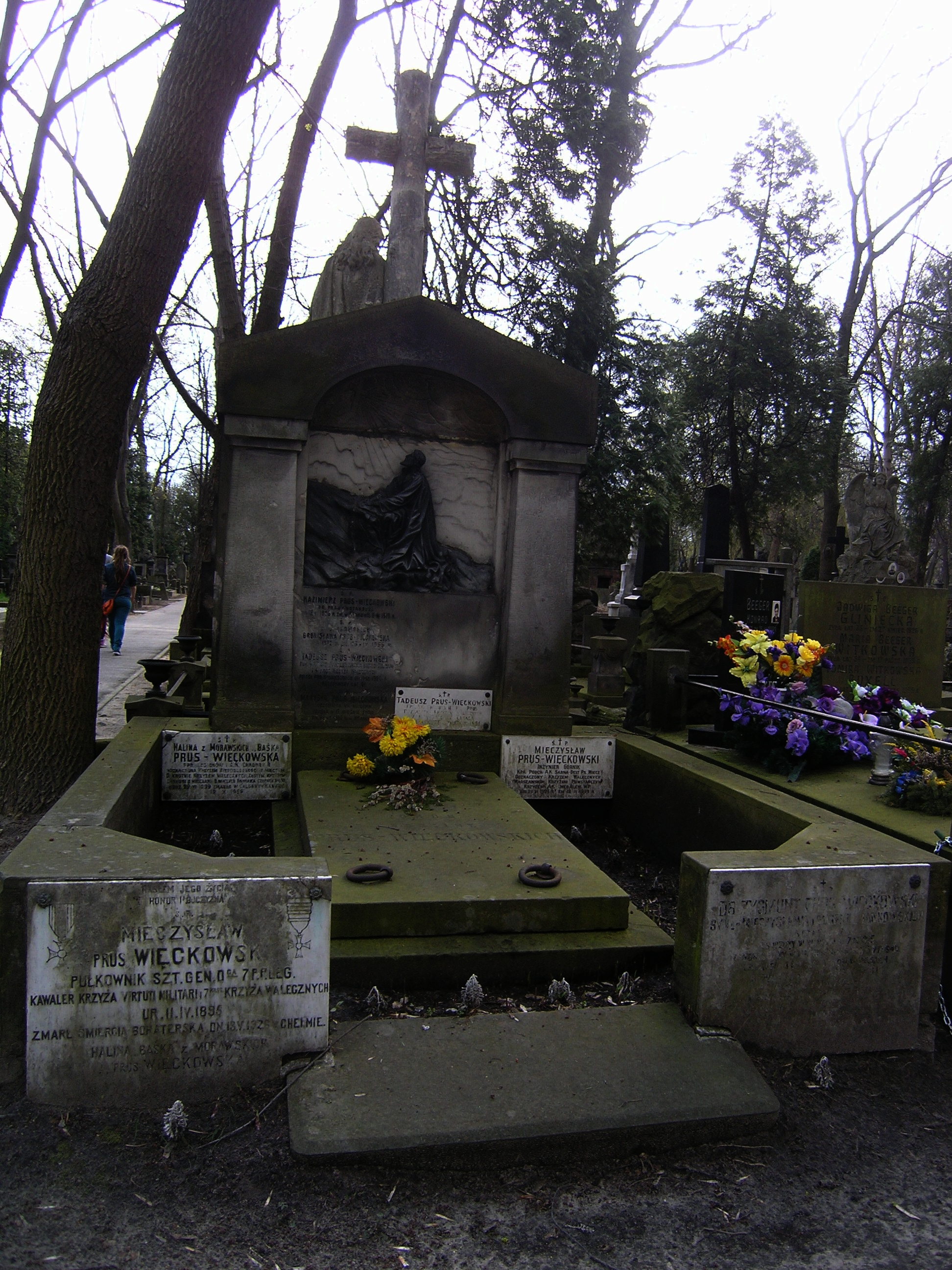
Grób Prus-Więckowskich na Starych Powązkach w Warszawie (stan na kwiecień 2012)

Tadeusz Prus-Więckowski (ur. 15 grudnia 1898 w Podgórzu, zm. 2 września 1920 w okolicach Hrubieszowa) – żołnierz Legionów Polskich i armii austriackiej, podporucznik Wojska Polskiego. Uczestnik I wojny światowej i wojny polsko–bolszewickiej. Kawaler Orderu Virtuti Militari.

## Życiorys
Urodził się 15 grudnia 1898 w Krakowie-Pogórzu, w rodzinie Kazimierza i Bronisławy z Jankowskich.
Jako uczeń gimnazjum wstąpił do Legionów Polskich, był żołnierzem w 4 pułku piechoty Legionów Polskich. Po kryzysie przysięgowym z racji pochodzenia wcielony do armii austriackiej.
Od listopada 1918 w odrodzonym Wojsku Polskim. W stopniu podporucznika dowodził 4. kompanią 4 pułku piechoty Legionów. Wraz z pułkiem walczył na frontach wojny polsko-bolszewickiej. Poległ w walce 2 września otoczony przez kawalerię armii Budionnego pod Hrubieszowem. "Otoczony przez oddziały kawalerii Budionnego, bronił się do ostatka, ostatnią kulą rewolwerową odebrał sobie życie. Zwłoki jego zostały przez bolszewików odarte z munduru i bielizny i pochowane później przez miejscową ludność w nieznanym miejscu". Pośmiertnie odznaczony Orderem Virtuti Militari. 27 września został pochowany na cmentarzu Powązkowskim w Warszawie (kwatera 45, rząd 6, grób 1 i 2

## Ordery i odznaczenia
- Krzyż Srebrny Orderu Virtuti Militari nr 4550[2][4]
- Krzyż Walecznych – trzykrotnie[2]